# Léon Hingre
Léon Hingre (né le 6 janvier 1860 à Birmingham et mort avant 1927) est un peintre et illustrateur français. 

## Biographie
Fils de Louis Théophile Hingre et de Louise Victorine Dailly, il épouse Camille Reiser qui lui donne une fille, Léone (1905-1997).
Il a été formé en tant qu’artiste avec plusieurs maîtres, dont son père qui lui a transmis son expérience de sculpteur modeleur animalier. Léon se révèle au public notamment en exposant pour la première fois au Salon des artistes français en 1879, dans lequel il a présenté un portrait féminin. Il a alors dix-neuf ans. La production sculpturale de Léon était très limitée, sans comparaison avec celle de son père, mais il a excellé dans les arts en tant que peintre, affichiste et illustrateur. Néanmoins, trois de ses petites sculptures en bronze, L'Arlequin, Le Pierrot et un vide-poche singe et escargots sont exposées dans l’une des vitrines de l’Espace Hingre dans le Manoir des Tourelles, place de l’église à Écouen.

### Léon et Louis Théophile
À la suite des travaux de recherche du docteur en graphisme Pau Medrano Bigas sur les signatures des deux artistes, Théophile n’a toujours eu qu’une signature en majuscule d’imprimerie « T. HINGRE » qu’on ne retrouve que sur des sculptures. Les multiples signatures de Léon (son fils) sont un mélange de majuscules et de minuscules cursives de même facture que l’on retrouve aussi bien sur ses œuvres peintes que sculptées. Ainsi les œuvres peintes attribuées à Théophile Hingre sont de son fils. Par ailleurs l’Association Théophile et Léon Hingre est en possession de textes, y compris de la main de Théophile, précisant qu’il n’était que sculpteur.
Léon Hingre a su profiter de l’« âge d’or de la carte postale » en France (1900-1920) pour décliner son art du dessin et de la peinture en répondant à des commandes d’éditeurs de cartes postales. « Il illustra des cartes postales de différents thèmes : des caricatures humoristiques de personnages humains et animaux humanisés, des paysages en style « peinture de genre », des « natures mortes », de l’art floral, de nombreux uniformes de guerre ou imaginant des scènes héroïques de la Première Guerre mondiale. Il a également réalisé un grand nombre de cartes postales humoristiques dans un style plus caricatural, sur la vie des soldats, mais aussi sur le thème des enfants ou sur des cartes postales publicitaires pour différentes sociétés.
Léon Hingre était le même type d’illustrateur que beaucoup d’autres artistes de cette époque qui ont consacré une partie de leur activité pour illustrer cartes postales, affiches et « documents promotionnels », tels que Eugène Ogé, Albert Guillaume, Fabien Fabiano, Raoul Vion, Georges Hautot, René Vincent, Marcellin Auzolle, Francisque Poulbot… Beaucoup d’entre eux étaient aussi contributeurs réguliers à des revues satiriques populaires.
On ignore la date et le lieu de la mort de Léon Hingre. Mais dans le recensement quinquennal de Paris daté du 1er mai 1926, sa femme Camille, qui vit avec leur fille Léone au 7, rue des Bois, est dite « veuve ».

## Œuvres

### Tableaux
Dans le bois d’Écouen, Famille de perdrix, La Charmeuse d’oiseaux, La Partie d’échecs, Le Repos des chasseurs, Rabbits and Snails, Femme nue sur la vague...

### Cartes postales
- Série de cartes postales artistiques (paysages, fleurs, oiseaux, souris...).
- Série de cartes postales de tenues militaires.
- Série de cartes postales sur la Première Guerre mondiale (cartes humoristiques, scènes de batailles...), notamment conservées à La Contemporaine (Nanterre[4]).
- Série de cartes postales d’animaux humanisés.
- Série de chromos publicitaires illustrées d’animaux humanisés.
- Série de cartes postales publicitaires illustrées d’enfants et d’animaux.

### Affiches et documents promotionnels
Pneus vélos Michelin (vers 1910), champagne Miller Caque et fils, bière Damitio, Breger et Javal, champagne Théophile Roederer, Le Bon Marché, Fil à la Louve, chaussures Raoul, encres Antoine, parfumerie Viollet, Olibet, Picon, Riz La Croix...

### Illustrations
Le Petit Parisien (n° 1446, 1449, 1450, 1475, 1481, 1539), la Revue des Deux Mondes, La Vie populaire...
En outre, Léon Hingre prend la suite d'un artiste anonyme en illustrant les couvertures de la série de fascicules populaires Stoerte-Becker, le souverain des océans (nouvelle série, du no 1 au no 36),.

### Sculptures
L'Arlequin, Le Pierrot, le vide-poche Singe et Escargots....

## Galerie

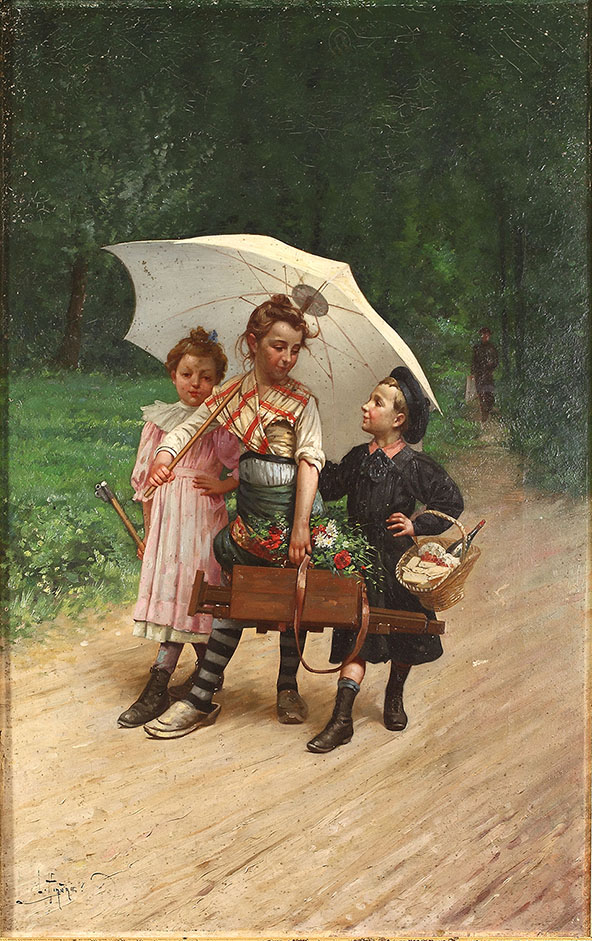
Le Bois d'Écouen.
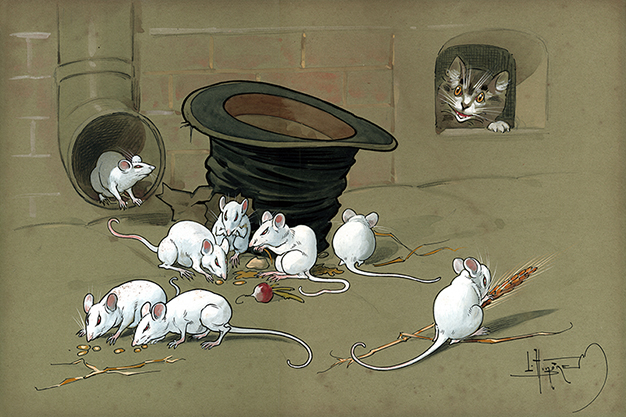
Chat et Souris.
La Noce.
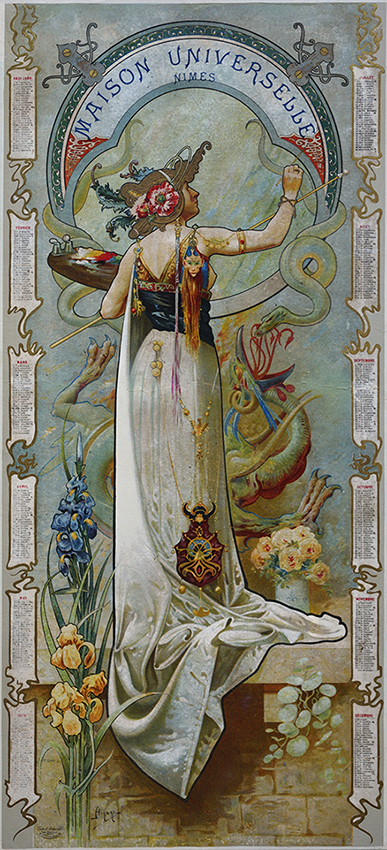
Maison universelle.
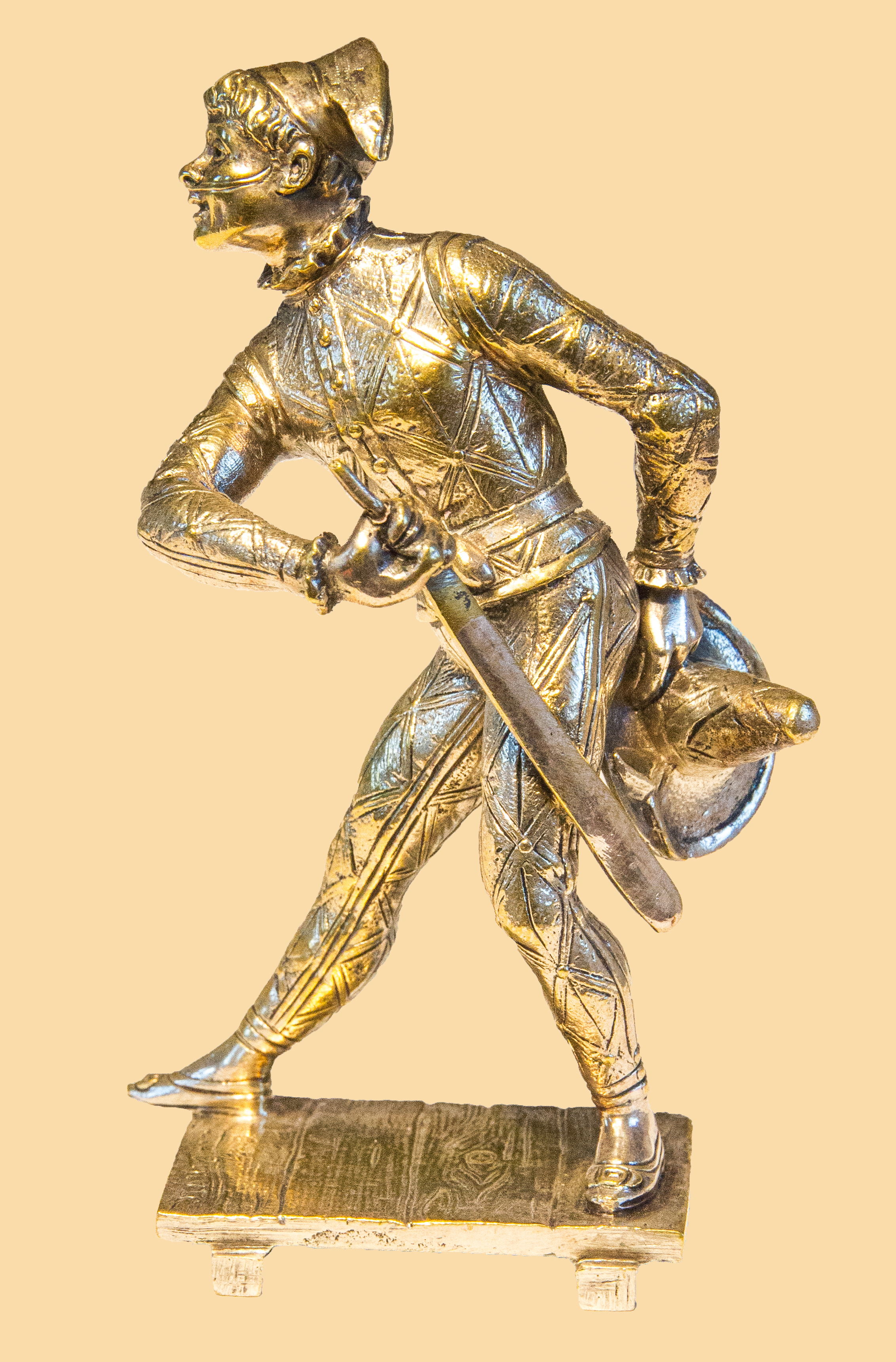
L'Arlequin.
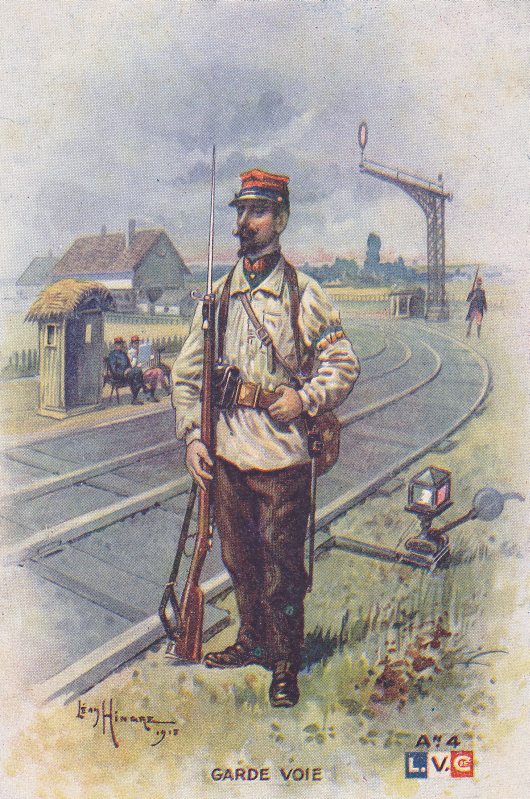
Garde-voie (1918).